# Réseau Sortir du nucléaire
Pour les articles homonymes, voir Sortir du nucléaire.
Le Réseau « Sortir du nucléaire » regroupe des associations françaises antinucléaires depuis 1997. L'association est financée principalement grâce aux cotisations de ses membres et aux dons, ainsi que par la vente de matériel militant et de documents qu'elle produit. Depuis 2005, le Réseau « Sortir du nucléaire » est agréé nationalement pour la protection de l'environnement.

## Composition
D'après ses statuts, le Réseau a pour but de soutenir les luttes antinucléaires locales, coordonner des actions d'ampleur nationale et internationale, et effectuer un travail médiatique et politique pour « informer » le public et susciter la participation des citoyens à cette lutte. Il est dirigé par des bénévoles formant le conseil d'administration, élus lors de l'assemblée générale annuelle. L'association est agréée par le ministère de l'Écologie, de l'Énergie, du Développement durable et de l'Aménagement du territoire français depuis 2005.
L'activité de la structure est financée principalement grâce aux cotisations des membres et aux dons de fondations françaises et étrangères, ainsi que par la vente de matériel militant et de documents produits par l'association.

## Histoire

### Origines

Ancien logo

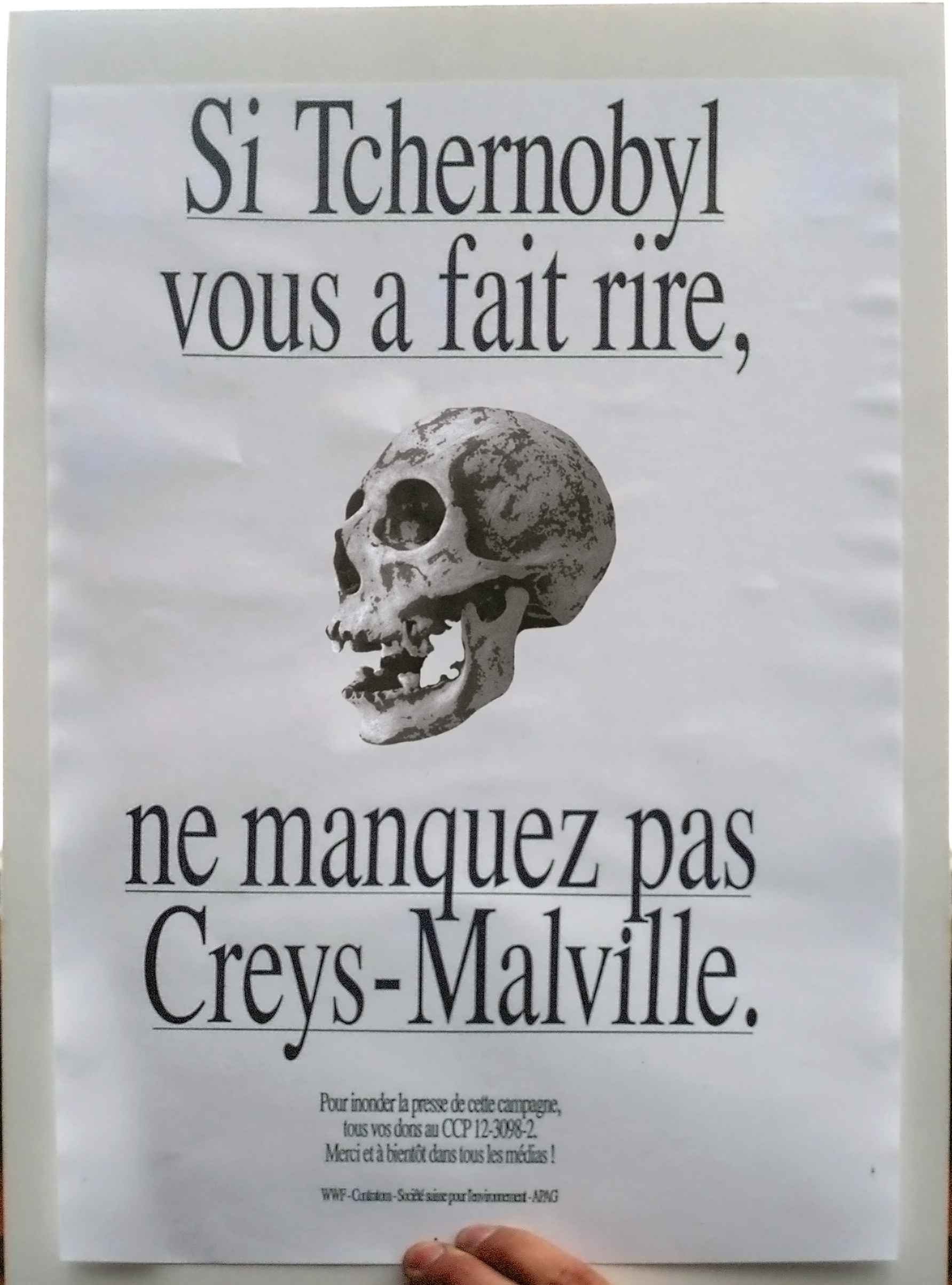
Poster contre le réacteur Superphénix à Creys-Malville.

Depuis le début de l'histoire du programme nucléaire civil de la France, le mouvement antinucléaire s'est exprimé par des manifestations ou des actions organisées par des associations locales. La plus ancienne est le Comité pour la sauvegarde de Fessenheim et de la plaine du Rhin fondé en 1970, au début du projet de centrale nucléaire de Fessenheim.
Plusieurs coordinations nationales antinucléaires ont vu le jour. Elles sont souvent éphémères et de circonstance, comme pour le rassemblement de Bugey en 1971, ou de plus longue durée, comme la Coordination nationale antinucléaire (CNAN) de 1976 à 1984. La CNAN est dissoute après le camp de la paix de 4 000 antinucléaires et antimilitaristes à Malville, un certain nombre d'animateurs rejoignent alors Les Verts sous l'impulsion d'Yves Cochet, tandis que d'autres militent dans leurs groupes locaux[réf. nécessaire].
Le 9 avril 1994, une longue marche contre Superphénix relie Malville à Matignon en passant par Fessenheim et Nogent-sur-Seine. Elle réunit les Européens contre Superphénix, le Comité Malville, Contratom (Suisse), la FRAPNA, Greenpeace, le GSIEN et WWF et plus de 250 associations de France, de Suisse, d'Italie et d'Allemagne.

C'est à partir de 1995 que commence à se structurer le Réseau « Sortir du nucléaire », à l'initiative des Européens contre Superphénix. En juillet 1997, à la suite de la décision de fermeture de Superphénix, les Européens contre Superphénix disparaissent pour donner naissance au Réseau « Sortir du nucléaire ». En septembre 1997, la première assemblée générale de coordination nationale antinucléaire se déroule à Agen et rédige la charte du Réseau « Sortir du nucléaire ». Sont présents à cette assemblée une trentaine de personnes représentant notamment la Coordination nationale des collectifs contre l'enfouissement des déchets radioactifs, Greenpeace, le Comité Malville, Stop Golfech, les Amis de la Terre, le comité Stop Civaux, la FRAPNA, Les Verts, la LCR. La charte qui fut établie repose sur la phrase : 

« Nous voulons une décision immédiate de sortie du nucléaire. »

[réf. nécessaire]
Certains groupes antinucléaires, comme le Comité Stop Nogent ou l'Organisation communiste libertaire, refusent de signer cette charte qui n'appelle pas à une « sortie immédiate du nucléaire » et reprochent au réseau de ne pas revendiquer la mise en service de centrales thermiques, seule option selon eux pour sortir vite du nucléaire, et ne rejoignent donc pas le Réseau. Le Comité Stop Nogent continuera, en 2004, à lui reprocher d'être trop laxiste[source insuffisante].

### Crise interne
Le 11 septembre 2009, le conseil d'administration du Réseau décide de signer le texte « Ultimatum climatique » lancé avant la Conférence de Copenhague de 2009 sur les changements climatiques.
Cette signature suscite un conflit grave au sein de l'équipe du Réseau[pourquoi ?]. Onze des treize salariés se mettent en grève et le conseil d’administration se divise sur la gestion de ce conflit. Face à la paralysie induite par celui-ci, les participants de l’assemblée générale, tenue les 6 et 7 février 2010 à Lyon, révoquent le conseil d'administration en poste et en élisent un nouveau, provisoire, jusqu’en juin.
Le 3 mars 2010, huit des administrateurs révoqués à l'assemblée générale s'expriment dans une tribune du quotidien écologiste Reporterre. Ils dénoncent une grave crise au sein de l'organisme, alimentée par des conflits personnels, et se posent la question du choix d’une ligne stratégique au sein du Réseau ; ce à quoi des administrateurs du Réseau répondent par une tribune sur Reporterre intitulée « Le Réseau « Sortir du nucléaire » n’est pas en crise et travaille » dans laquelle ils font état d'un détournement des listes mails de l'association. Une plainte est déposée pour « faux et usage de faux, et pour atteintes au système automatisé de données » de l’association. Le 8 avril 2010, Stéphane Lhomme est licencié pour faute grave.
Le 12 juin 2010, il accuse la direction du Réseau dans une lettre publiée par le quotidien Reporterre et saisit le conseil de prud'hommes pour faire annuler son licenciement. Simultanément, trois ex-administrateurs lancent une procédure devant le tribunal de grande instance de Lyon pour faire annuler la révocation du conseil d'administration lors de l'assemblée générale de février 2010 : après une audience le 6 juin 2013, le tribunal les déboute le 19 septembre 2013, estimant la révocation du CA justifiée eu égard à la gravité de la crise interne qui traversait l'association à ce moment-là. Ils décident, malgré tout, d'interjeter appel.
En décembre 2011, un administrateur démissionne en dénonçant la logique de professionnalisation et le manque de démocratie au sein du réseau. Il se présentera de nouveau au conseil d'administration de l'association et sera réélu en mai 2018.
À la suite du vote d'une motion « sortie de crise » lors de l'assemblée générale des 31 janvier et 1er février 2015, le nouveau CA élu propose la signature d'un accord aux trois ex-administrateurs et à Stéphane Lhomme afin de mettre fin aux procédures en justice en cours. Le 20 mai 2015, un premier accord est signé avec les trois ex-administrateurs. La cour d'appel de Lyon homologuera, par la suite, l'accord des parties et constatera la fin de la procédure en conséquence. Un accord est également signé avec Stéphane Lhomme, lui accordant les indemnités demandées dans le cadre de la procédure aux prud'hommes.
À la suite du congrès antinucléaire d'Angers en février 2016, d'autres groupes de militants décident de quitter le Réseau. En juin 2016, ces groupes publient un communiqué commun pour reconstruire une force antinucléaire au plus près des groupes et des luttes de terrain.

## Charte

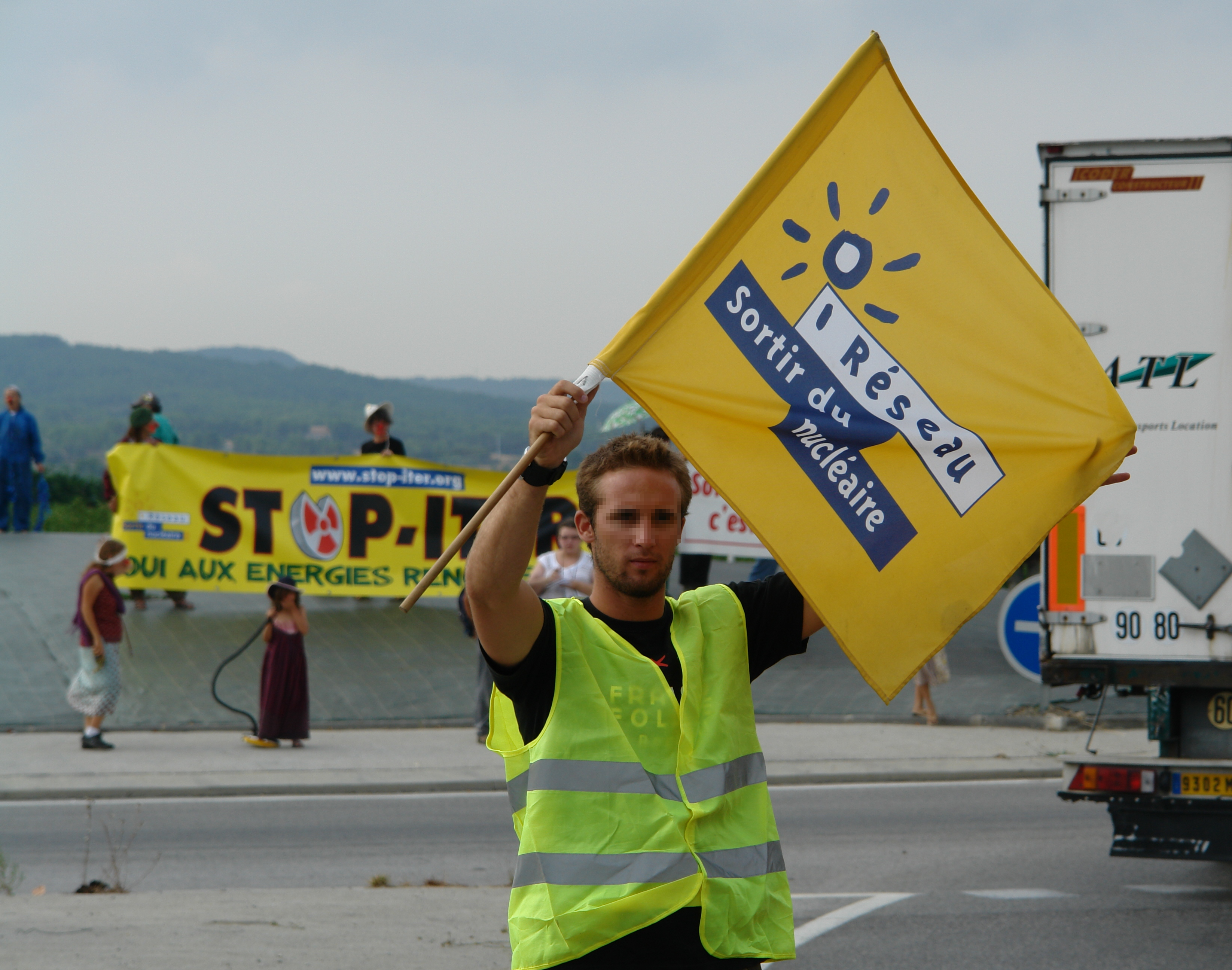
Drapeau du Réseau Sortir du nucléaire.

La charte du Réseau « Sortir du nucléaire » souhaite l'abandon des projets d'enfouissement des déchets nucléaires, de traitement du combustible usé, l'arrêt des exportations d'électricité, le non-renouvellement du parc nucléaire, l'arrêt des réacteurs en fonctionnement et l'abolition des armes nucléaires.
Cette charte met en exergue les dangers potentiels de la filière électronucléaire (accidents nucléaires, prolifération nucléaire, coûts et risques pour la santé publique). Elle prône une sortie du nucléaire civil grâce à une politique énergétique qui favoriserait notamment les économies d'énergie et le développement d'autres moyens de production d'énergie fondés sur les énergies renouvelables ou sur un recours provisoire à des technologies conventionnelles comme les centrales au gaz ou la cogénération (produisant chacune du dioxyde de carbone en quantité importante).
Le 6 février 2021, la charte a été signée par 930 personnes morales et quelque 60 000 personnes physiques. Greenpeace en fait partie jusqu'en 2007.[réf. nécessaire].
Le Réseau « Sortir du nucléaire » est membre du Réseau Action Climat – France et de Stop Essais, organisations avec lesquelles il échange des adhésions croisées.

## Actions

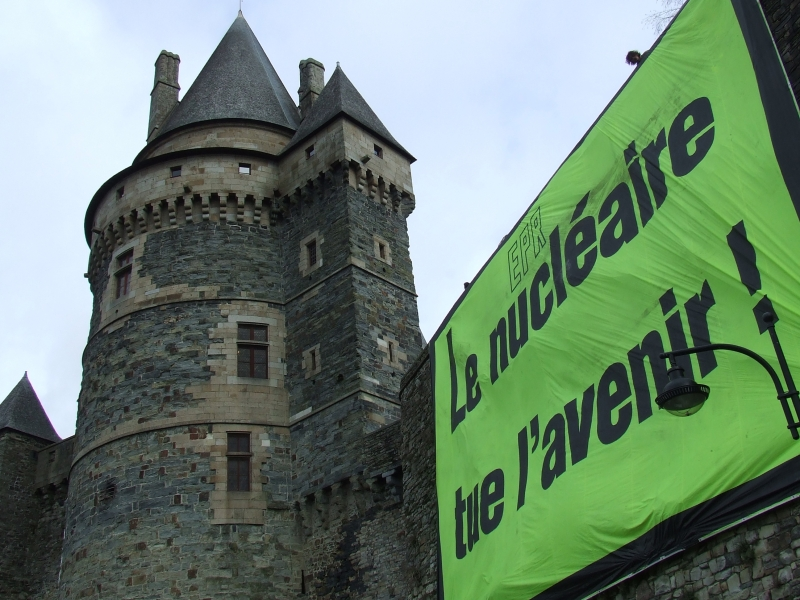
Banderole sur le château de Vitré.

Les actions de l'organisme prennent la forme de communication sur le thème du nucléaire et de ses dangers :
- manifestations, chaînes humaines, tractage…
- organisation de débats, promotion de l'éducation populaire dans le domaine de l'énergie
- publication de la revue trimestrielle Sortir du nucléaire[R 5]
- réalisation de brochures d'information[R 6],
- mise en place de sites internet[22]
- mise en place d'un centre de documentation sur le nucléaire et ses alternatives
- pétitions[R 4][source insuffisante]
- sensibilisation auprès des élus, des collectivités, des syndicats et des associations
- actions juridiques contre les organisations de l'industrie nucléaire.

## Campagnes

### Premières campagnes: 1998-2006

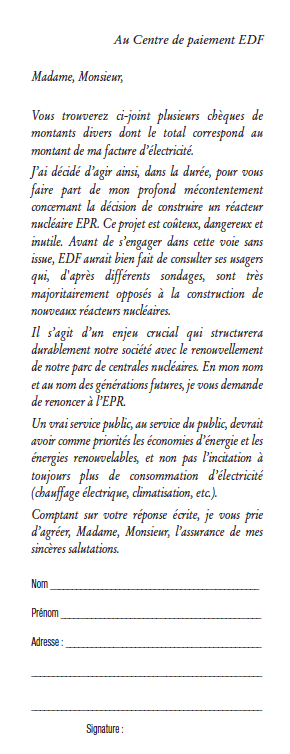
Campagne de blocage administratif lancée en 2004.

En 1998, une première campagne contre la construction de laboratoires d'enfouissement des déchets radioactifs est lancée; une deuxième suit contre le chauffage électrique, puis de nombreuses autres.
Le 27 janvier 2000, le Réseau annonce que quinze sites potentiels, essentiellement dans l’Ouest, ont été sélectionnés pour l’implantation d’un laboratoire souterrain d'enfouissement des déchets radioactifs, alors que les communes concernées ne sont pas encore informées. Deux jours plus tard, la « mission collégiale de concertation granite » rend publique la liste des quinze sites présélectionnés.
Le 12 novembre 2001, selon le Réseau, 4 000 personnes ont défilé à Lyon et dans 3 autres villes de France pour manifester contre le nucléaire.
Le 3 novembre 2002, le Réseau « Sortir du nucléaire », sur la base de documents de l'Autorité de sûreté nucléaire restés confidentiels, révèle que « 34 réacteurs nucléaires français (sur 58) sont inadaptés au risque sismique ». L'information fait la une des journaux télévisés et de quotidiens nationaux.
En juin 2003, le Réseau « Sortir du nucléaire » affirme — en s'appuyant sur un document publié sur le site de l’ASN — qu'EDF a « falsifié des données » sur les séismes pour ne pas avoir à remettre aux normes ses centrales.
Pendant la Canicule européenne de 2003, le Réseau dénonce plusieurs subterfuges pour éviter la pénurie d’électricité, dont l'importation massive d'électricité et des rejets d’eau trop chaude. Selon le Réseau, EDF a commis au moins 30 infractions à la loi sur les rejets d’eau chaude, bien que le gouvernement ait mis en place des dérogations exceptionnelles sur les températures de refroidissement des centrales nucléaires.
Le 17 janvier 2004, le Réseau rassemble environ 10 000 personnes à Paris, 5 800 selon la police[source insuffisante].
Du 24 avril au 23 mai 2004, un tour de France pour sortir du nucléaire débute à la centrale nucléaire de Fessenheim, parcourt 46 sites nucléaires français en 28 étapes, pour terminer à la centrale nucléaire de Penly, où un projet de nouveau réacteur EPR était alors envisagé.
Le 18 octobre 2004, le Réseau lance une campagne de « blocage administratif » d'EDF contre l'EPR.
Fin avril 2005, à l'occasion des 19 ans de Tchernobyl, une fresque Le nucléaire tue l'avenir, sortons en ! a réuni 6 000 personnes à Nantes. Dans le même temps, d'autres initiatives sont organisées à travers la France sur le même thème.

### 2006-2007: manifestations contre l'EPR

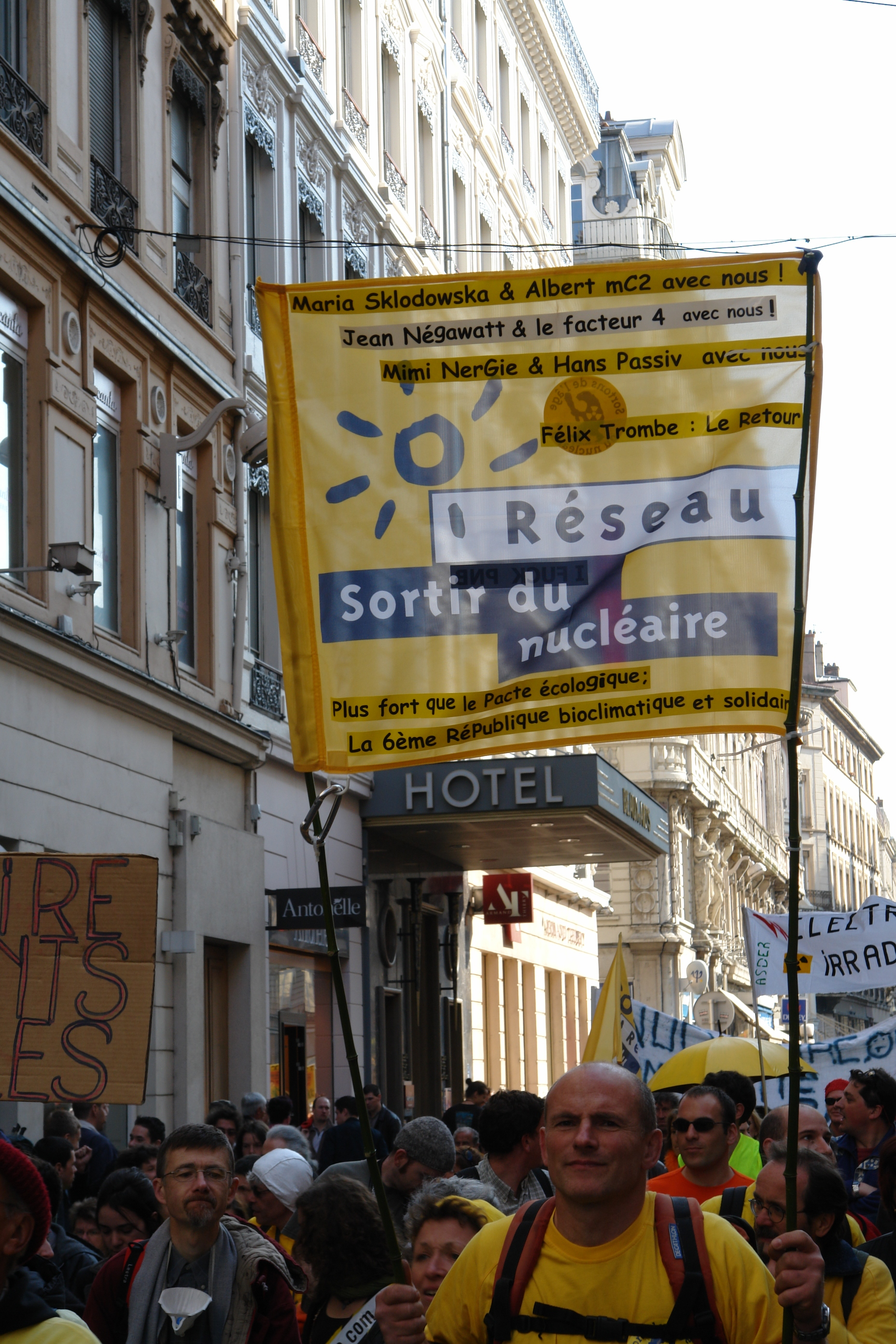
Manifestation contre l'EPR, Lyon, le 17 mars 2007.

En 2006, le Réseau « Sortir du nucléaire » est fondateur et animateur principal du collectif Stop EPR qui rassemble plusieurs dizaines de milliers de manifestants le 15 avril 2006 à Cherbourg et le 17 mars 2007 à Rennes. Dans le même temps, le réseau publie l'étude « Un courant alternatif pour le Grand Ouest » selon laquelle le coût de l'EPR permettrait de produire autant d’électricité tout en créant 15 fois plus d’emplois.
Le 17 mai 2006, Stéphane Lhomme est arrêté par la DST (devenue depuis la DCRI) et placé en garde à vue pour avoir rendu public un document « confidentiel défense » révélant la vulnérabilité du réacteur EPR en cas de crash d'avion de ligne
Le 17 mars 2007, le Réseau organise 5 manifestations simultanées qui réunissent environ 60 000 manifestants contre le nucléaire et l'EPR : à Rennes (au moins 20 000 personnes), Lille, Strasbourg, Toulouse (environ 6 000 personnes) et Lyon.
Le 6 juin 2007, le Conseil d'État annule le décret autorisant EDF à démanteler la centrale nucléaire de Brennilis après avoir été saisi par l'association. Cette dernière engage par la suite un nouveau recours contre la construction du réacteur nucléaire EPR prévu à Flamanville, mais celui-ci est rejeté en avril 2009.
De 2006 à 2007, le Réseau « Sortir du nucléaire » est membre du collectif L'Alliance pour la planète. Il le quitte sur un désaccord concernant le Grenelle de l'environnement annoncé pour l'automne 2007 par le Président français, ce dernier ayant clairement annoncé que la filière nucléaire ne serait pas remise en cause

### 2008 et 2009: forte exposition médiatique

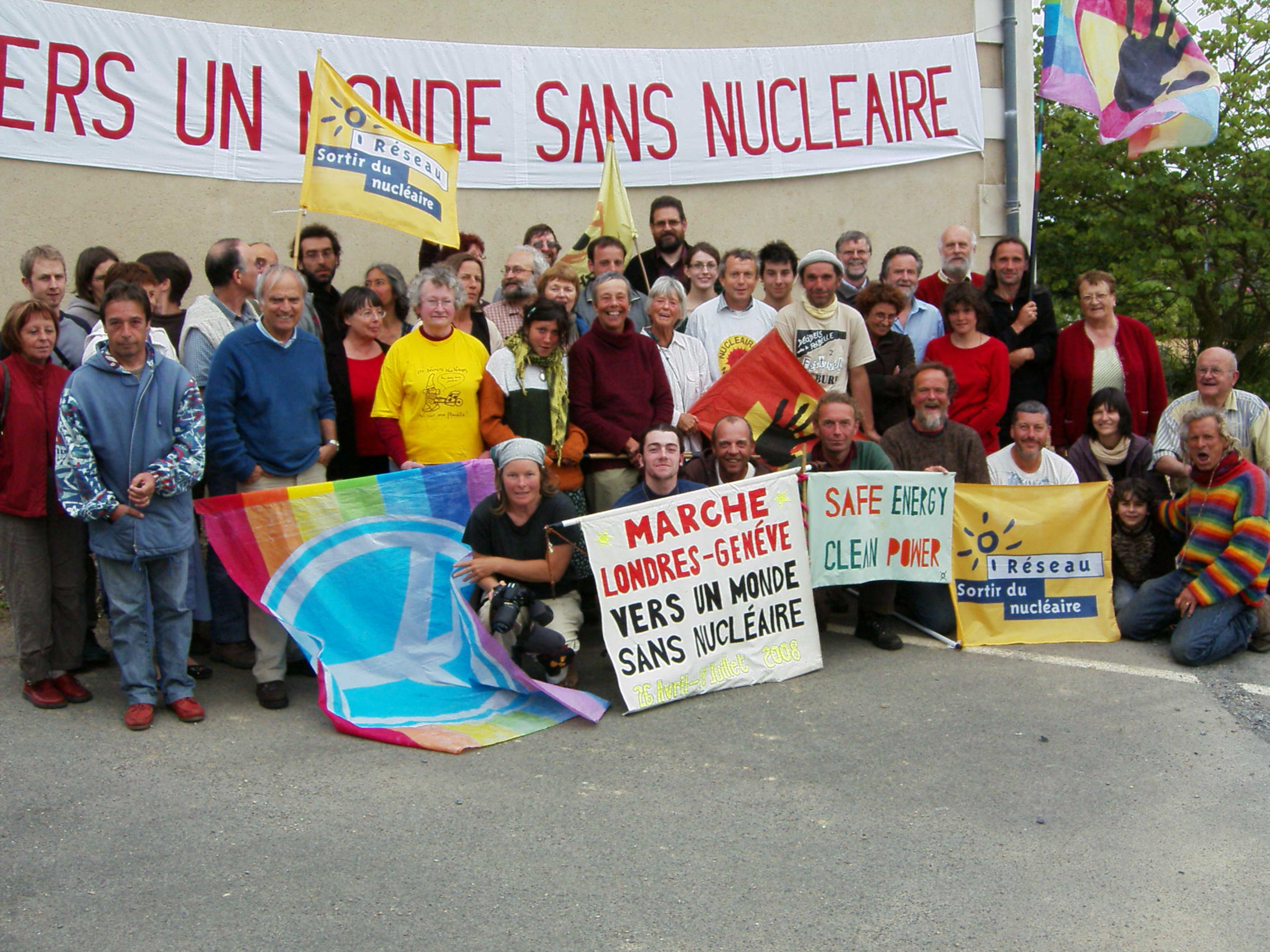
Marche antinucléaire de Londres à Genève (2008).

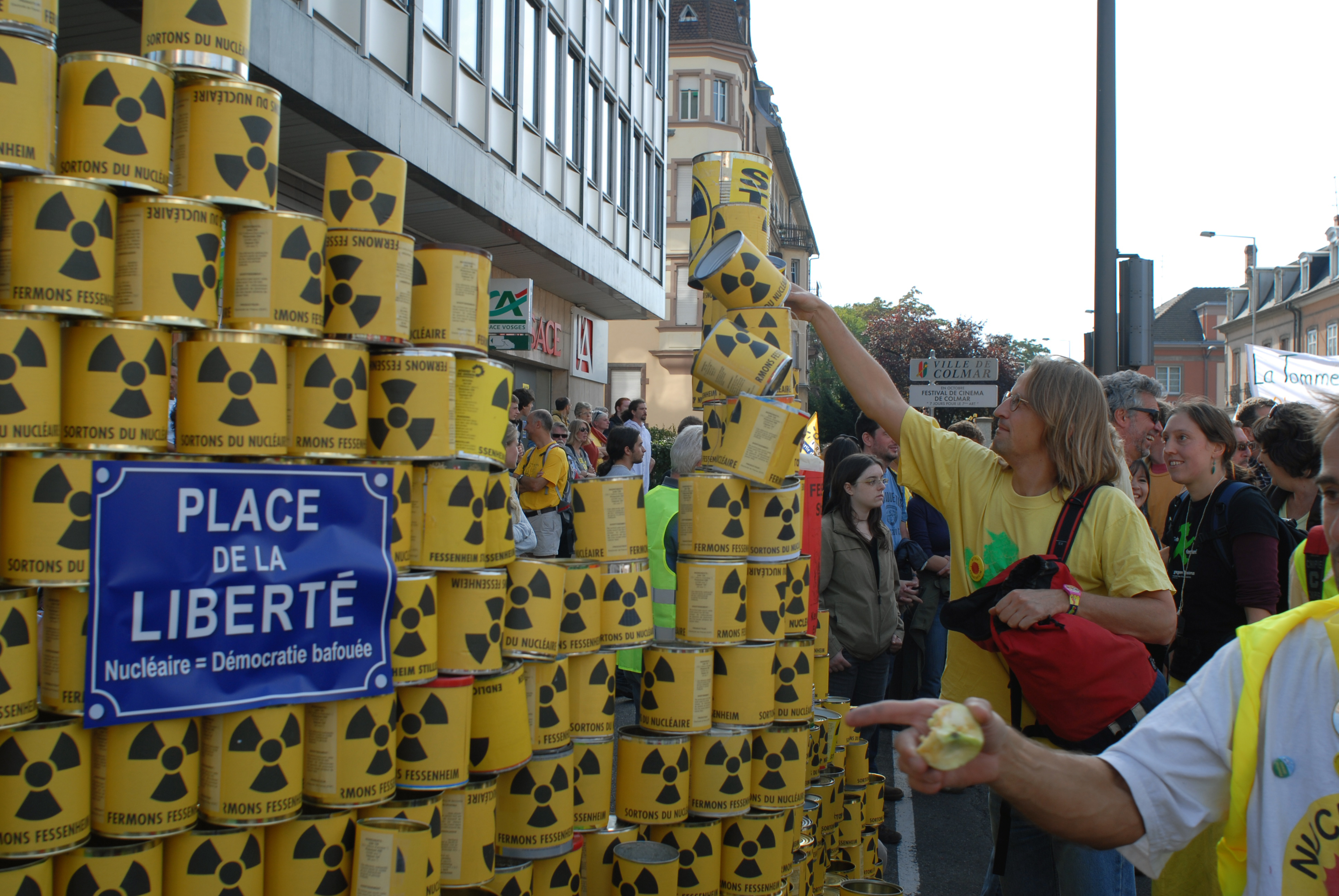
Pyramide de conserves, à Colmar en 2009.

En 2008, 114 communiqués de presse sont envoyés à la presse nationale ou locale et le Réseau est mentionné 220 fois dans la presse et plus d’une quarantaine de fois à la télévision.
Au printemps 2008, des militants américains, australiens et européens reliant Londres à Genève à pied pendant 84 jours et couvrant 1 500 km, sont accueillis et accompagnés par des militants du réseau.
Le 12 janvier 2009, le Réseau affirme, sur la base d'informations publiées sur le site Internet de l'ASN, que « les laboratoires de toutes les centrales nucléaires EDF ont perdu leurs agréments », et que l'Autorité de sûreté nucléaire, qui a constaté l'incapacité de ces laboratoires à mesurer correctement la radioactivité dans l'environnement des centrales, n'a pas rendu publique cette information,. Le quotidien Le Monde consacre à cette affaire l'éditorial de son édition du 14 janvier 2009.
Le 8 avril 2009, Le Canard enchaîné et Médiapart affirment que depuis 2006, EDF a fait espionner Stéphane Lhomme, l'un des porte-parole du Réseau « Sortir du nucléaire », par l'entreprise suisse Securewyse,

### 2011: la pollution des eaux à l'uranium reconnue dans l'affaire Socatri au Tricastin
Le 8 juillet 2008, une fuite au niveau du système de rétention d’une cuve de l’usine Socatri, sur le site du Tricastin, conduit au déversement de plus de 74 kg d’uranium dans les cours d’eau avoisinants. Le 30 septembre 2011, Areva-Socatri est reconnue coupable du délit de pollution des eaux par la Cour d'appel de Nîmes. Elle est condamnée à payer une somme d’un total de plus d’un demi-million d’euros : 300 000 euros d’amende et 230 000 euros de dommages et intérêts, soit 160 000 euros à l’ensemble des associations, dont le Réseau « Sortir du nucléaire » et 70 000 euros aux particuliers. Son pourvoi en cassation est rejeté deux ans plus tard et sa condamnation devient définitive. C'est l'une des plus grosses amendes jamais infligées en France en matière de pollution nucléaire[réf. nécessaire].

### Chaîne humaine de 2012

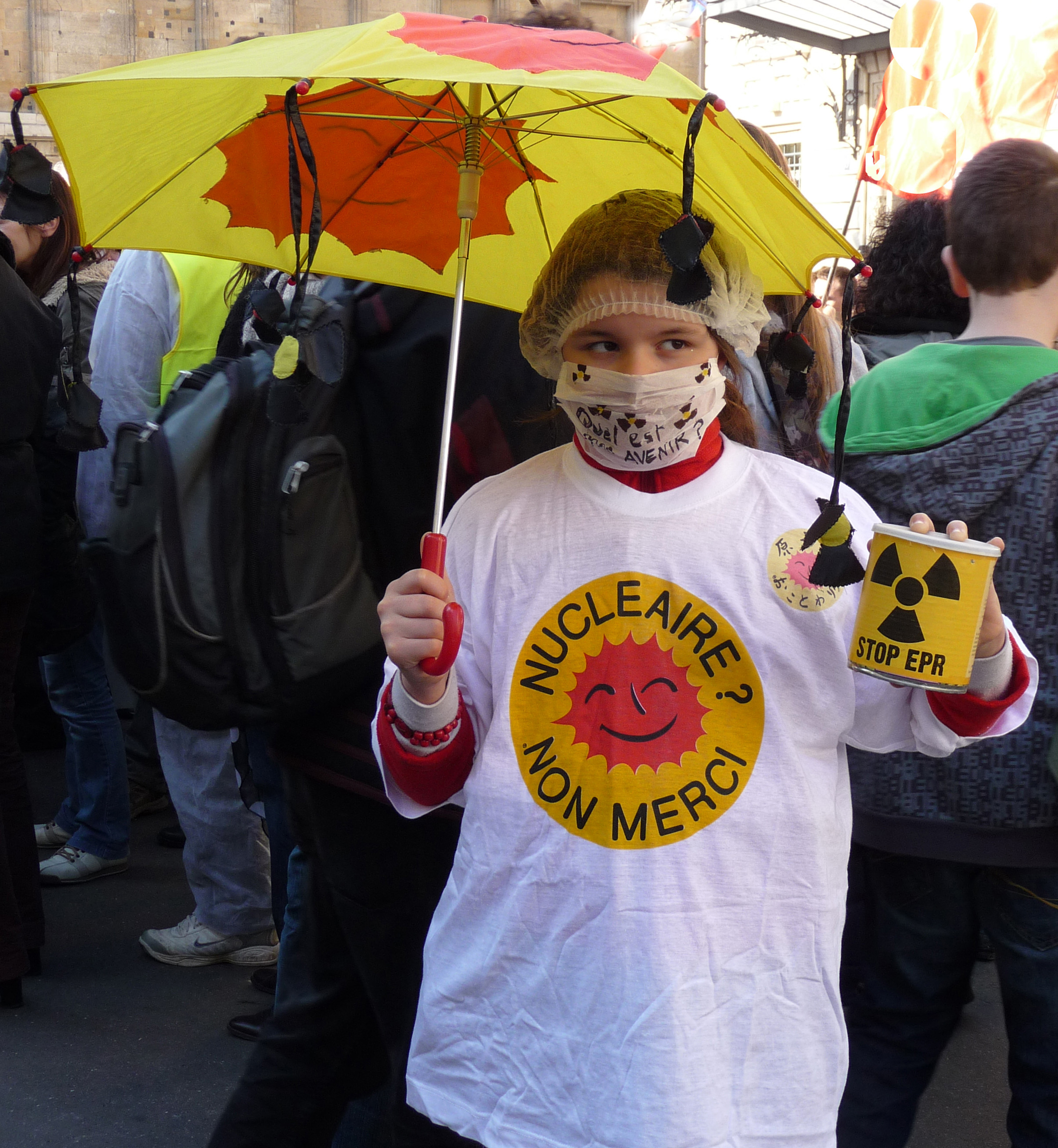
Une militante antinucléaire à Paris, début 2011.

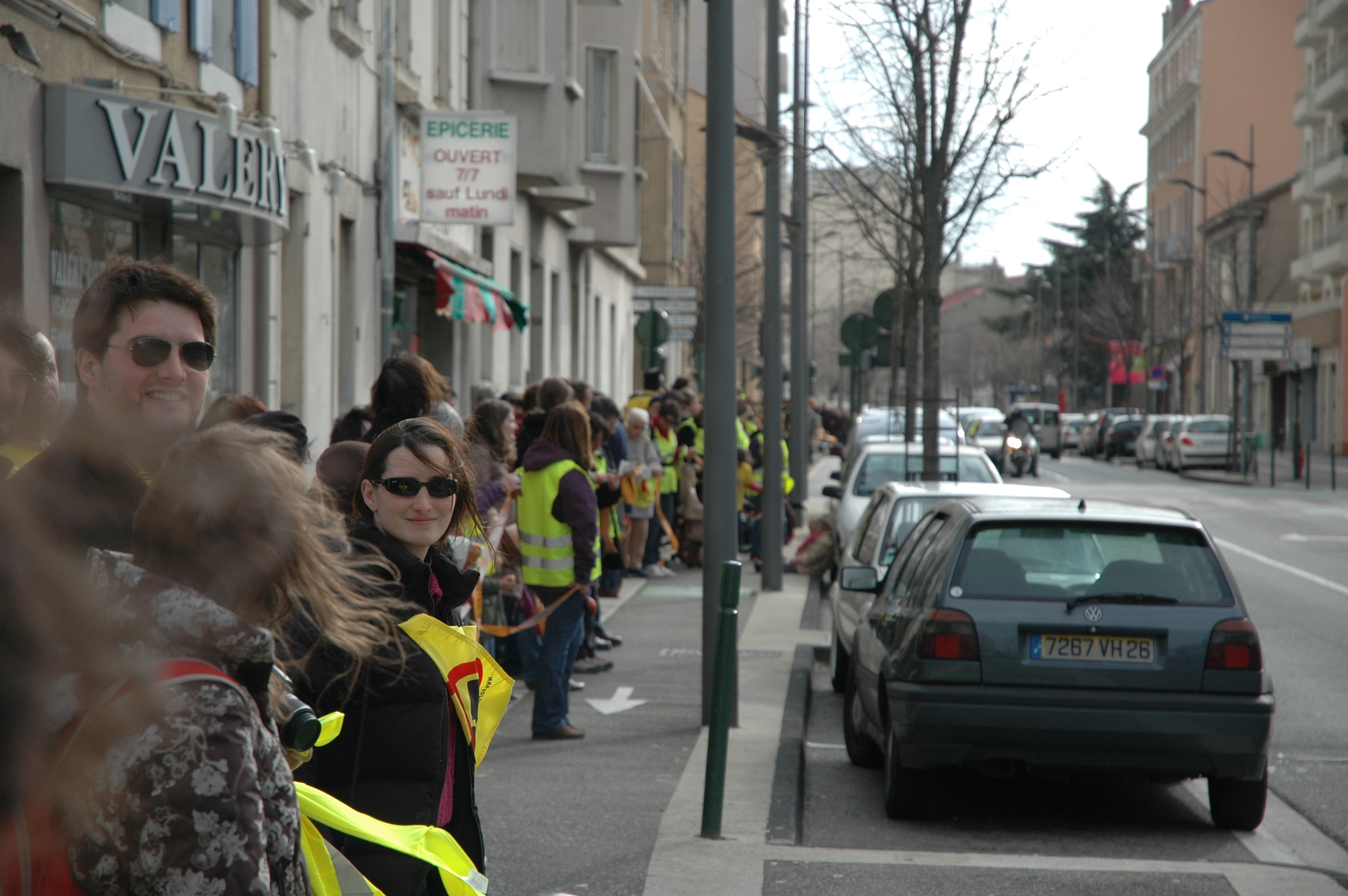
Chaîne humaine le 11 mars 2012 à Valence.

Le 11 mars 2012, un an jour pour jour après le début de la catastrophe de Fukushima, plus de 60 000 personnes forment une « chaîne humaine pour sortir du nucléaire » dans la Vallée du Rhône, de Lyon à Avignon. Deux candidats à l'élection présidentielle participent à cette chaîne humaine.

### 2013: chaîne humaine à Paris
Le 9 mars, plusieurs milliers de personnes forment une chaîne humaine pour réclamer l'arrêt du nucléaire civil et militaire en France, deux ans après l'accident de Fukushima.
Le 29 juin, une Marche internationale pour la paix et la sortie du nucléaire part de l'usine Areva Malvési dans l'Aude, le long de la vallée du Rhône, pour arriver en juillet à la centrale nucléaire du Bugey dans l'Ain.

### 2014: occupation de ronds points
Le 15 novembre 2014, le Réseau « Sortir du nucléaire » organise l'occupation de ronds points dans plus de 70 villes de France, dont 10 giratoires en Alsace.

### Depuis 2015: actions contre le projet Cigéo
Bien que les experts consultés par le réseau, notamment Jean-Pierre Dufour, physicien nucléaire et directeur de recherches au CNRS, aient démontré que certains déchets très radiotoxiques ne pourront jamais être en totalité supprimés et qu’une partie devra fatalement être stockée à grande profondeur, Sortir du nucléaire prend position à partir de 2008 contre le projet de centre industriel de stockage géologique de déchets nucléaires à haute activité et vie longue (Cigéo). Il soutient ainsi la manifestation qui, le 8 juin 2015, rassemble plus d’un millier de personnes devant les grilles du laboratoire de Bure pour s'opposer au projet Cigéo, le centre industriel de stockage géologique.
Il est aussi l'un des initiateurs de l'assignation en référé déposée afin de faire cesser immédiatement le défrichement illégal du Bois Lejuc effectué par l’Andra à Mandres-en-Barrois, que le tribunal de grande instance de Bar-le-Duc suspend pour défaut d'autorisation le 1er août 2016.
Le Réseau est également au nombre des parties à l'assignation déposée contre l'Andra en responsabilité pour faute afin de dénoncer ce qu'elles présentent comme de la désinformation du public et des autorités quant à l'existence d'un potentiel géothermique sur le futur site d'implantation du projet Cigéo. Les parties sont déboutées par le tribunal de grande instance de Nanterre qui ne reconnaît pas  leur intérêt à agir, puis par la cour d'appel de Versailles qui  considère que la communication de l'ANDRA sur la question est conforme à la réalité. Le pourvoi formé contre l'arrêt de la cour d'appel est rejeté par la Cour de cassation le 24 mai 2018. Elles saisissent la Cour européenne des droits de l'homme le 20 novembre 2018 au sujet de ces trois décisions de justice. Le 1er juillet 2021, la CEDH condamne la France pour avoir restreint de manière « disproportionnée » l’accès à la justice de Lorraine Nature Environnement, ses demandes ayant été rejetée devant les juridictions internes pour défaut d’intérêt à agir. Elle juge que la France a violé l’article 6.1 de la Convention européenne des droits de l’Homme qui garantit "le droit d’accès à un tribunal". Elle admet, en revanche, que cinq des six associations requérantes ont pu saisir les juridictions internes d’un recours ayant permis l’exercice d’un contrôle effectif du respect par l’Andra de son obligation légale de mettre à la disposition du public des informations relatives à la gestion des déchets radioactifs et portant sur le contenu et la qualité de l’information diffusée par l’agence quant au potentiel géothermique du site de Bure. Elle ajoute, toutefois, qu’il aurait été souhaitable que les juges d’appel étayassent davantage leur réponse à la contestation par les requérantes de la fiabilité de certains éléments figurant dans le rapport de synthèse de l’ANDRA du 21 juillet 2009.
Il est par ailleurs, avec Lorraine Nature Environnement, à l'origine d'un recours devant le Conseil d'État contre l'arrêté pris par Ségolène Royal en janvier 2016 fixant le coût du projet Cigéo à 25 milliards d'euros, recours finalement rejeté.

### 2015:«Le nucléaire ne sauvera pas le climat»
À l'occasion du sommet de la COP21 qui a lieu à Paris fin 2015, le réseau s'associe à l'organisation d'une campagne visant à empêcher l'industrie nucléaire de se présenter comme une solution face à l'urgence du réchauffement climatique et à rappeler qu'elle émet aussi des gaz à effet de serre par les diverses étapes de son processus.
EDF, notamment, fait à l'époque de la publicité pour son énergie produite « à 98 % sans CO2 ». Le réseau et quatre groupes membres de la fédération portent plainte devant le Jury de déontologie publicitaire qui, dans un avis rendu le 20 juillet 2015, leur  donne raison. Depuis, EDF a encore été rappelée à l’ordre par le Jury de déontologie publicitaire en octobre 2016.

### 2019-2020: «Le nucléaire tue l'avenir, arrêtons-le!»
Les salariés, administrateurs et militants du Réseau « Sortir du Nucléaire » font de nombreuses apparitions sur les médias français. Par exemple, en juin 2019, la coordinatrice des questions juridiques du Réseau est l'invitée de l'émission Affaires sensibles intitulée « Tcherno-Blaye » : une centrale les pieds dans l’eau.
Début 2020, le Réseau « Sortir du nucléaire » et Greenpeace France portent plainte devant le Jury de déontologie publicitaire pour dénoncer la campagne publicitaire d'Orano intitulée « Idées reçues ». Le 4 mai 2020, cette instance reconnaît les plaintes des associations comme fondées.